# Константин (име)
Вижте пояснителната страница за други личности с името Константин.
Константин (Konstantin; Constantin) е мъжко малко име, също и фамилно име.
Произлиза от латинската дума constans = констант, постоянен.
Известни с това име:
Римски императори с това или подобно име:
- Констанций I Хлор (* 250; † 306; 305/306 римски император)
- Константин I, наричан „Велики“ († 337; от 306 до 324 римски император; от 324 до 337 византийски император)
- Константин II (Флавий Клавдий Констанций; * 317, † 340; от 337 до 340 римски император)
- Констант (Флавий Юлий Констант, син на Константин Велики; † 350; от 337 до 350 римски император)
- Констанций II (Флавий Юлий Констанций, син на Константин Велики; * 317, † 361; от 337 до 361 византийски император; от 353 до 360 сам римски император)
- Константин III (407–411), анти-император (узурпатор)
- Констанций III (421)

Византийски императори с това или подобно име:
- Константин I Велики (Константин I; † 337; 306-324 римски император; 324-337 византийски император)
- Констанций II (* 317, † 361; 337-361 византийски император)
- Тиберий II Константин (578–582)
- Константин III (613/641)
- Констант II (641–668)
- Константин IV Погонат, (654/668–685)
- Константин V Копроним (720/741–775)
- Константин VI (776/780–797)
- Константин VII Багренородни (908/913–959)
- Константин VIII (962/1025–1028)
- Константин IX Мономах (1042–1055)
- Константин X Дука (1059–1067)
- Константин (XI) Ласкарис (1204–1205)
- Константин XI Палеолог (1449–1453)

като съимператори:
- Константин (син на Теофил) (833–835)
- Константин (син на Михаил III) (856–866)
- Константин (син на Василий I) (868–879)
- Константин Лакапен (923/24–945)
- Константин Дука Багренородни (1074–1078, 1081–1087/88)

Патриарси в Константинопол
- Константин I (675–677)
- Константин II (754–766)
- Константин III Лихуд (1059–1063)
- Константин IV Chliarenus (1154–1156)
- Konstantius I 1830–1834
- Konstantius II (1834–1835)
- Константин V (1897–1901)
- Константин VI (1924–1925)

Крале
- Константин I (Шотландия) (863–877)
- Константин II (Шотландия) (900–943)
- Константин III (Шотландия) (995–997)
- Константин I (Армения), княз (1095–1102)
- Константин II (Армения), княз (1129)
- Константин III. (Армения) (1299)
- Константин IV (Армения) (1342–1344)
- Константин V (Армения) (1344–1362)
- Константин VI (Армения) (1362–1373)
- Константин I (Georgien) (1407–1414)
- Константин II (Georgien) (1478–1505)
- Константин I (Kachetien) (1605)
- Константин II (Kachetien) (1722–1729)
- Константин I (Westgeorgien) (1293–1327)
- Константин II (Westgeorgien) (1395–1401)
- Константин I (Етиопия) (1434–1468)
- Константин II (Етиопия) (1478–1492)
- Константин I (Гърция) (1913–1917, 1920–1922)
- Константин II (Гърция) (1964–1973)
- Константин Бодин, крал на Сърбия (1081–1101)

Други владетели
- Константин, последният княз на Хоенцолерн-Хехинген (1801–1869)
- Константин (Русия), велик княз (1216–1218)
- Константин Тих Асен, България († 1277)
- Константин Драгаш, Велбъждко деспотство края на 14 век.
- Константин Мовила, Молдавия (1606–1611)
- Константин Щербан Басараб, Молдавия (1659, 1661)
- Константин Кантемир, Молдавия (1685–1693)
- Константин Дука, Молдавия (1693–1695, 1700–1703)
- Константин Маврокордат, Молдавия (1733–1735, 1741–1743, 1748–1749, 1769)
- Константин Раковица, Молдавия (1749–1753, 1756–1757)
- Константин Морузи, Молдавия (1777–1782)
- Константин Ипсиланти, Молдавия (1799–1801)

Клерици:
- Константин I, папа († 715)
- Константин-Кирил Философ († 869)
- Константин Мананали († 684), основател на Павликянството

Други:
- Константин (консул 457 г.)